# Kampf! Organ für Anarchismus und Syndikalismus
Der Kampf! Organ für Anarchismus und Syndikalismus (auch unter den Titeln: Kampf! Unabhängiges Organ für Anarchismus und Syndikalismus und Der Kampf. Hamburger anarchistische Zeitung 1912–1914, bekannt) war eine syndikalistische und anarchistische Zeitschrift. Erschienen in Hamburg von Mai 1912 bis Juni 1914 mit einer Auflage von zwischen 2000 und 4000 Exemplaren, unter der Verantwortung von mehreren Herausgebern beziehungsweise Redakteuren von der anarchistischen Föderation
Hamburg.

## Geschichte
Die Anarchistische Föderation Hamburg (AFH) gab am 1. Mai 1912 eine Nullnummer der Zeitschrift heraus und konzentrierte sich, ausgenommen von einzelnen Versammlungen, auf die Herausgabe von der „Kampf“. Das Erscheinen des Blattes soll aus Unzufriedenheit mit der Zeitung Der Freie Arbeiter zurückzuführen sein. Bis Anfang 1914 lag die Redaktion in den Händen von A. Fricke und Paul Schreyer, danach übernahmen H. Noll und W. Krauß die Redaktion. Es soll dies, so der Autor J. Schlichting, die Folge diverser Auseinandersetzungen zwischen Schreyer und der Hamburger Föderation gewesen sein. Themenschwerpunkte der Zeitschrift waren Syndikalismus, Anarchismus sowie Kommunismus und Sozialismus.
In der Juli-Ausgabe von 1912 veröffentlichte die Redaktion eine Mitteilung an die Leser mit den Worten: „Arbeiter, Genossen! Was wir wollen? Was der Name sagt, unser Name ist Programm. Wir wollen den Kampf! den Kampf gegen die heutige Gesellschaftsordnung....“. Außerdem einen Aufruf zum Beitritt in die „Anarchistische Föderation Hamburg“ deren Bestreben es war, die kapitalistische Wirtschaftsweise durch den Sozialismus zu ersetzen, die Beseitigung des Staates für die Errichtung des Sozialismus, Antimilitarismus zur Bekämpfung des Militarismus, sozialer Streik als Kampfmittel unter anderem gegen den Parlamentarismus. Die Nr. 2 (1912) informierte über den Generalstreik in Zürich und die Zeitung Hamburger Nachrichten wurde erwähnt. Diese hatten dem „Kampf“ eine misserabele Tendenz zugeschrieben und die Ausgabe der Polizei zur Verfügung gestellt mit den abschließenden Worten, „....haben uns allerdings überlegt, ob das Krankenhaus-Kollegium nicht die richtigere Adresse wäre“. Die Nr. 4 brachte einen Leitartikel mit der Überschrift „Hunger“ von P. Schreyer, er kritisierte die steigenden Lebensmittelpreise, Einfuhrverbote und den Wucher der Zollgesetze.
Eine wichtige inhaltliche Rolle nahmen die Aufgaben der Gewerkschaften und die Organisation der Arbeiterbewegung ein. Nach Meinung der Redakteure beziehungsweise Herausgeber wäre der Anarchismus ein Klassenkampf zwischen den Unterdrückten und Ausgebeuteten gegenüber den Nutznießern die mit Gewalt das Wirtschaftssystem aufrechterhalten. Die „Anarchistische Föderation Deutschlands“ (AFD), bei der die „Anarchistische Föderation Hamburg“ angeschlossen war, wollte eine Neuregelung der Gesellschaft ohne Staat auf „kommunistischer-anarchistischer“ Basis (Nr. 6, 1912) und sprach sich deshalb in ihrem Entwurf „Unser Programm“ für ein Wirtschaftsprinzip aus, in der jeder nach seinen Fähigkeiten Arbeiten und jeder nach seinen eigenen Bedürfnissen leben könne (Nr. 7, 1913). Die Aufklärung über den Anarchismus sah die „Anarchistische Föderation Deutschlands“ (AFD) als ihr Hauptziel.
Der „Kampf“ empörte sich über den Rüstungswahnsinn und das „Der Krieg, ein Verbrechen“ sei (Nr. 10, April 1913). Die Nr. 11 (1913), war dem 1. Mai gewidmet, mit „Das Erwachen des Proletariats“, „Generalstreik“, Gedichte von E. Mühsam, J.H. Mackay und ein Artikel über „Der Syndikalismus in der Internationale“. „Die Attentate und wir“ hieß eine Artikelüberschrift (Nr. 12, Juni 1913), unterzeichnet von P. Schreyer. Im Artikel ging der Autor darauf ein, dass der Anarchismus einerseits „Attentate als Mittel zur Erreichung der anarchistischen Ziele“ ablehnt, andererseits jedoch nicht bestritten wurde, „daß von Anarchisten Attentate verübt wurden“, wobei die Attentate, so der Autor, nicht in der anarchistischen Ideologie begründet wären, sondern „in den zufälligen politischen Verhältnissen“.
Artikel von unter anderem Alfred Bader, Paul Schreyer, F.D. Nieuwenhuis, Fritz Brupbacher, Karl Roche, Johann Most, Erich Mühsam und Victor Hugo wurden veröffentlicht mit den Themen: „Weltfrieden, Der Syndikalismus marschiert, Das Problem des Neumalthusianismus, Ehe, freie Ehe, freie Liebe, Sozialdemokratischer Antimilitarismus, Europäische Kulturpioniere, Das Ziel der Gewerkschaftsbewegung, Der Aufstand in Catalonien und Francesc Ferrer i Guàrdia, Demokratie und Freiheit, Der Fall der Pariser Kommune, Christliche Kulturarbeit“ und andere. Zu jeder Ausgabe erschien ein Beiblatt. Anarchistisches Monatsblatt mit verschiedenen Themen und in den einzelnen Ausgaben die Rubriken: „Veranstaltungen, Briefkasten, Aus der Bewegung, Internationales und Bücherschau“.
Bis zum 10. August 1914 sollte eine neue Ausgabe erscheinen mit „neuen Herausgebern“: A. Peukert, Krause, A. Fricke, W. Krauß, und H. Noll. Allerdings erschien der „Kampf“ wahrscheinlich wegen des Kriegsanfanges nicht mehr.